# Constantin Lungulescu
Constantin Lungulescu (n. secolul al XX-lea – d. 24 iunie 1944, Anghelești, România) a fost un pilot român de aviație, as al Aviației Române din cel de-al Doilea Război Mondial.
Sergentul T.R. (r.) Constantin Lungulescu a fost decorat cu Ordinul Virtutea Aeronautică de război cu spade, clasa Cavaler (4 noiembrie 1941) „pentru eroismul dovedit în luptele aeriene dela Voljanovka, Fomina-Balka și Liebenthal, când a doboârt șase avioane inamice, precum și pentru curajul arătat în cele 78 misiuni pe front”, clasa Cavaler cu prima baretă (6 octombrie 1944) și, post-mortem, cu clasa Cavaler cu 2 barete și clasa Ofițer (ambele la 6 octombrie 1944).
A fost avansat (în 1944 sau anterior) la gradul de adjutant stagiar aviator.

## Decorații
- Ordinul „Virtutea Aeronautică” de Război cu spade, clasa Cavaler (4 noiembrie 1941)[1]
- Ordinul „Virtutea Aeronautică” cu spade, clasa Cavaler cu o baretă (6 octombrie 1944)[2]
- Ordinul „Virtutea Aeronautică” cu spade, clasa Cavaler cu 2 barete (6 octombrie 1944)[3]
- Ordinul „Virtutea Aeronautică” cu spade, clasa Ofițer (6 octombrie 1944)[3]